# Bowen Strait
Bowen Strait är ett sund i Australien. Det ligger i territoriet Northern Territory, omkring 220 kilometer nordost om territoriets huvudstad Darwin.
Trakten runt Bowen Strait är nära nog obefolkad, med mindre än två invånare per kvadratkilometer. Savannklimat råder i trakten. Genomsnittlig årsnederbörd är 1 311 millimeter. Den regnigaste månaden är januari, med i genomsnitt 397 mm nederbörd, och den torraste är juli, med 1 mm nederbörd.